# Granada nos Jogos Olímpicos de Verão de 1984
Granada competiu nos Jogos Olímpicos pela primeira vez nos Jogos Olímpicos de Verão de 1984 em Los Angeles, Estados Unidos.

## Resultados por Evento

### Atletismo
Salto em distância feminino
- Jhointh Bartholomew
  - Classificatória — 6,07 m (→ não avançou, 17º lugar)